# Stilbula albipetiole
Stilbula albipetiole is een vliesvleugelig insect uit de familie Eucharitidae. De wetenschappelijke naam is voor het eerst geldig gepubliceerd in 1929 door Alexandre Arsène Girault.
De soort komt voor in Australië.